# 烏金血劍 (小說)
《烏金血劍》是作家黃易的第二部武俠小說，全書共1卷，由博益出版集團於1990年6月出版，為當時「黃易異俠系列」首部小說。

## 改編作品

### 電視劇
根據書背的簡介，此小說是專為無綫電視「金裝自創武俠劇」所寫，而該同名電視劇則於1990年11月首播。